# Bagneux (Marne)
Bagneux ist eine französische Gemeinde mit 408 Einwohnern (Stand 1. Januar 2022) im Département Marne in der Region Grand Est (vor 2016 Champagne-Ardenne). Sie gehört zum Kanton Vertus-Plaine Champenoise und zum Arrondissement Épernay.

## Geografie
Bagneux liegt etwa 50 Kilometer nordwestlich von Troyes. Umgeben wird Bagneux von den Nachbargemeinden Anglure im Norden, Granges-sur-Aube im Norden und Nordosten, Étrelles-sur-Aube im Osten, Clesles im Süden, Saint-Just-Sauvage im Westen und Südwesten sowie Baudement im Nordwesten.

### Bevölkerungsentwicklung
| Jahr                       | 1962 | 1968 | 1975 | 1982 | 1990 | 1999 | 2006 | 2011 | 2018 |
| -------------------------- | ---- | ---- | ---- | ---- | ---- | ---- | ---- | ---- | ---- |
| Einwohner                  | 481  | 521  | 458  | 516  | 501  | 458  | 494  | 490  | 437  |
| Quellen: Cassini und INSEE |      |      |      |      |      |      |      |      |      |

## Sehenswürdigkeiten

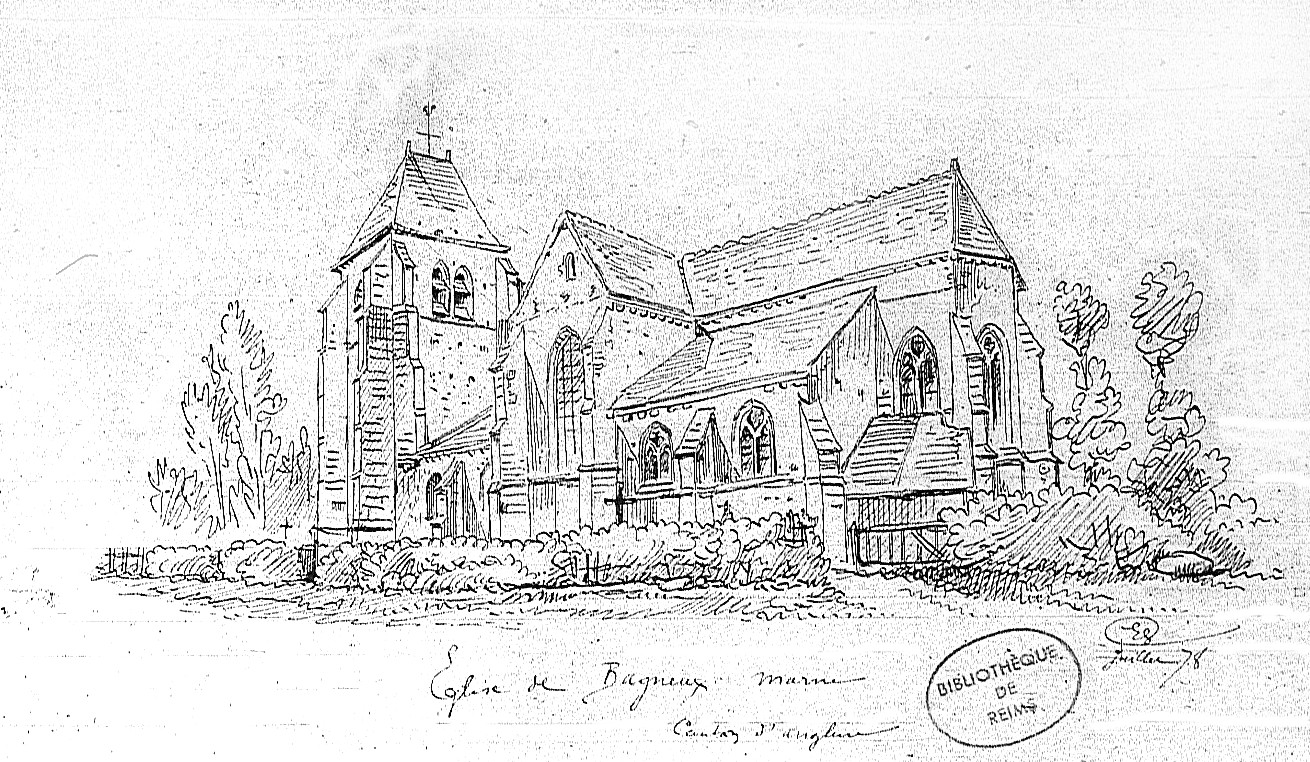
Zeichnung der Kirche Saint-Médard

- Kirche Saint-Médard